# 21623 Альбертшіех
21623 Альбертшіех (1999 LS24, 1991 CT5, 1995 GE7, 21623 Albertshieh) — астероїд головного поясу, відкритий 9 червня 1999 року.
Тіссеранів параметр щодо Юпітера — 3,529.